# Babor y estribor

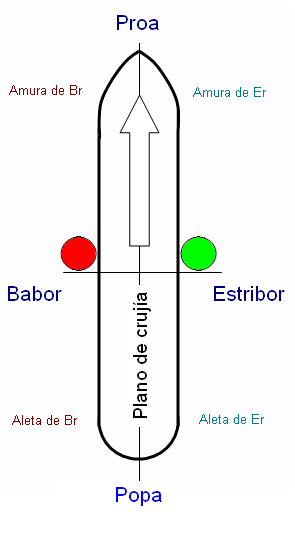
Lados de un barco.

Un gráfico con dos barcos y sus correspondientes señalizaciones de babor y estribor, y las preferencias de paso.

Vista del lado de babor del transatlántico

Babor y estribor son, respectivamente, los lados izquierdo y derecho de una embarcación, mirando hacia proa (la parte delantera del barco), independientemente del sentido de la marcha. El motivo por el cual se le dan estos nombres especiales a cada lado de una embarcación es para evitar la confusión que puede darse con las palabras "derecha" e "izquierda", pues estas pueden significar uno u otro lado de la embarcación dependiendo del punto de vista del tripulante.
- La palabra «babor» procede del francés «bâbord» y esta del neerlandés «bakboord», de «bak» 'trasero' y «boord» 'borda'.[1]

- La palabra «estribor» procede del francés antiguo «estribord»,[2] y esta del neerlandés «stierboord», variante de «stuurboord»,[3] que viene del germánico «steurobord», donde «steuro» significa ‘timón’ y «bord» 'borde del barco'.[4]

En las antiguas barcas no existían los timones fijos en la popa, por lo que el timonel usaba un remo con una pala especialmente grande para dirigir la embarcación, hundiéndolo en el agua por el lado derecho de la barca. De ahí que se llamase al lado derecho el ‘borde del timón’.
La señalización de babor se realiza con el color rojo y la de estribor, con el color verde. Durante el día se ven unas placas con estos colores en ambos lados y de noche se encienden las correspondientes luces. De esta forma, un navío que se encuentra a cierta distancia de otro barco puede reconocer fácilmente si este se acerca o se aleja. Lo mismo sucede con los aviones, que usan luces de los mismos colores.
Todos los objetos que deben numerarse a bordo, si están en la banda de babor, llevan números pares (ejemplo: extintores de incendio, salidas de emergencia, etc.)